# Петко Сиреков
Петко Атанасов Сиреков е български гимназиален учител, общественик и дарител. Баща е на Атанас Сиреков.
Фамилията Сирекови е от град Клисура, но в началото на XIX век част от нея се премества в съседната Копривщица. Баща му е бил по професия абаджия, но е имал и собствено килийно училище. Петко остава от малък сирак. Приютяват го католически свещеници от гр. Пловдив, където завършва католически пансион с педагогически профил. Завръща се в Копривщица и става начален учител, а по-късно след разкриването на гимназията „Любен Каравеков“ в града е назначен за гимназиален учител по френски език и география. За своята добра служба в обществения живот в града е награден с орден лично от цар Борис III. Този орден по-късно, през 1924 г. той връща.
Обществената дейност на Петко Сиреков е тясно свързана с организирането на Безплатната ученическа трапезария в Копривщица. Когато безплатната трапезария и старопиталището са изправени пред краен недостиг на средства и могат да преустановят дейността си, получават отговор на тяхна телеграма от 13 май 1917 г. до председателя на безплатната трапезария, в която се получава нареждане: „Посочете веднага лице, което да бъде назначено за делегат на дирекцията стоп. грижа и общ. предвидливост, и на което ще се възложи грижата за разпределението на храните и другите продукти, както и грижата за пренасянето им до Копривщица“. От бележка с дата 14 май 1917 г. става ясно, че за такъв делегат е определен гимназиалният учител Петко Сиреков.
Петко Сиреков е сред пионерите на залесяването в Копривщица, като член-съосновател на Дружеството за залесяване „Средна гора“ през 1907 г.

## Семейство
Петко Сиреков е женен за Цона Николова Шушулова. (1881-1964). Член на това семейство е и Вельо Сейрекът.